# Metridiidae
A Metridiidae a virágállatok (Anthozoa) osztályába és a tengerirózsák (Actiniaria) rendjébe tartozó család.
A Metridioidea öregcsalád egyetlen családja.
A WoRMS adatai szerint 7 elfogadott faj tartozik ebbe a korallcsaládba.

## Rendszerezése
A családba az alábbi 2 nem tartozik:
- Metridium de Blainville, 1824 - 6 faj; típusnem
- Paraisometridium Zamponi, 1978 - 1 faj

- Isometridium - ez a taxon név többé nem érvényes; a Metridium szinonimájának tekinthető.